# 박소영 (치어리더)
박소영(2000년 9월 5일~)은 대한민국의 여자 치어리더이다.